# Ychoux
Ychoux (prononcé [iʃuks] ; Ishós, en occitan) est une commune du Sud-Ouest de la France, située dans le département des Landes (région Nouvelle-Aquitaine).

## Géographie

### Localisation
La commune appartient au pays de Born.
La commune est située dans la forêt des Landes.

### Communes limitrophes
Les communes limitrophes sont Labouheyre, Liposthey, Lüe, Lugos, Parentis-en-Born, Sanguinet, Saugnac-et-Muret et Biscarrosse.
| Sanguinet, Biscarrosse, (par un quinquepoint) | Lugos (Gironde)                 | Saugnac-et-Muret |
| Parentis-en-Born                              | Ychoux                          | Liposthey        |
| Luë                                           | Labouheyre (par un quadripoint) |                  |

### Hydrographie
Les sources présentes dans la commune sont désignées sous le nom gascon d'eschourdes (substantif féminin pluriel : gouffres où l'eau tournoie).
Étang des forges d'Ychoux : créé de la main de l'homme par retenue des eaux du ruisseau des Basques pour les besoins en énergie des anciennes forges, il s'agit de nos jours d'un plan d'eau d'agrément ouvert à la randonnée et la pêche à la carpe, truite, poissons blancs et carnassiers. Il est longé par une piste cyclable qui relie Ychoux à la commune de Parentis-en-Born où se trouvent notamment la cité scolaire Saint-Exupéry composée d'un collège, d'un collège Segpa, d'un lycée d'enseignement général et d'un lycée d'enseignement professionnel.

### Climat
Pour des articles plus généraux, voir Climat de la Nouvelle-Aquitaine et Climat des Landes.
Historiquement, la commune est exposée à un climat océanique aquitain.  
En 2020, Météo-France publie une typologie des climats de la France métropolitaine dans laquelle la commune est exposée à un climat océanique et est dans la région climatique  Littoral charentais et aquitain, caractérisée par une pluviométrie élevée en automne et en hiver, un bon ensoleillement, des hivers doux (6,5 °C), soumis à la brise de mer.
Pour la période 1971-2000, la température annuelle moyenne est de 13,2 °C, avec une amplitude thermique annuelle de 13,7 °C. Le cumul annuel moyen de précipitations est de 1 051 mm, avec 12,7 jours de précipitations en janvier et 7,5 jours en juillet. Pour la période 1991-2020, la température moyenne annuelle observée sur la station météorologique la plus proche, située dans la commune de Pissos à 14 km à vol d'oiseau, est de 13,7 °C et le cumul annuel moyen de précipitations est de 1 031,6 mm,. Pour l'avenir, les paramètres climatiques de la commune estimés pour 2050 selon différents scénarios d’émission de gaz à effet de serre sont consultables sur un site dédié publié par Météo-France en novembre 2022.

## Urbanisme

### Typologie
Au 1er janvier 2024, Ychoux est catégorisée bourg rural, selon la nouvelle grille communale de densité à sept niveaux définie par l'Insee en 2022.
Elle appartient à l'unité urbaine d'Ychoux, une unité urbaine monocommunale constituant une ville isolée,. Par ailleurs la commune fait partie de l'aire d'attraction de Biscarrosse, dont elle est une commune de la couronne,. Cette aire, qui regroupe 7 communes, est catégorisée dans les aires de moins de 50 000 habitants,.

### Occupation des sols

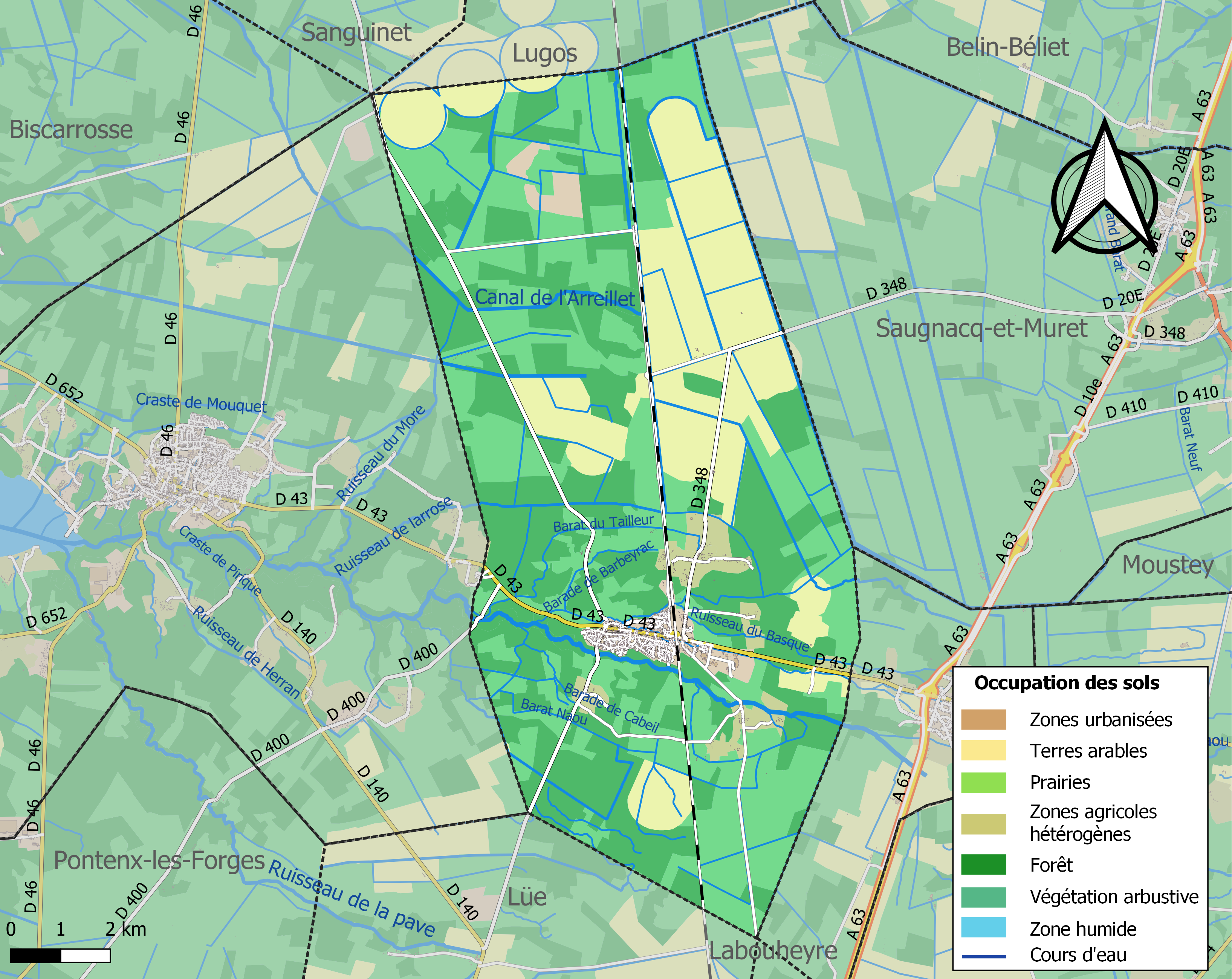
Carte des infrastructures et de l'occupation des sols de la commune en 2018 (CLC).

L'occupation des sols de la commune, telle qu'elle ressort de la base de données européenne d’occupation biophysique des sols Corine Land Cover (CLC), est marquée par l'importance des forêts et milieux semi-naturels (72,5 % en 2018), en diminution par rapport à 1990 (78 %). La répartition détaillée en 2018 est la suivante : forêts (36,3 %), milieux à végétation arbustive et/ou herbacée (36,3 %), terres arables (21,5 %), zones agricoles hétérogènes (3 %), zones urbanisées (2,2 %), zones industrielles ou commerciales et réseaux de communication (0,9 %). L'évolution de l’occupation des sols de la commune et de ses infrastructures peut être observée sur les différentes représentations cartographiques du territoire : la carte de Cassini (XVIIIe siècle), la carte d'état-major (1820-1866) et les cartes ou photos aériennes de l'IGN pour la période actuelle (1950 à aujourd'hui).

### Risques majeurs
Le territoire de la commune d'Ychoux est vulnérable à différents aléas naturels : météorologiques (tempête, orage, neige, grand froid, canicule ou sécheresse), feux de forêts, mouvements de terrains et séisme (sismicité très faible). Il est également exposé à un risque technologique,  le transport de matières dangereuses, et à un risque particulier : le risque de radon. Un site publié par le BRGM permet d'évaluer simplement et rapidement les risques d'un bien localisé soit par son adresse soit par le numéro de sa parcelle.

#### Risques naturels
Ychoux est exposée au risque de feu de forêt. Depuis le 20 avril 2016, les départements de la Gironde, des Landes et de Lot-et-Garonne disposent d’un règlement interdépartemental de protection de la forêt contre les incendies. Ce règlement vise à mieux prévenir les incendies de forêt, à faciliter les interventions des services et à limiter les conséquences, que ce soit par le débroussaillement, la limitation de l’apport du feu ou la réglementation des activités en forêt. Il définit en particulier cinq niveaux de vigilance croissants auxquels sont associés différentes mesures,.
Les mouvements de terrains susceptibles de se produire dans la commune sont des tassements différentiels.

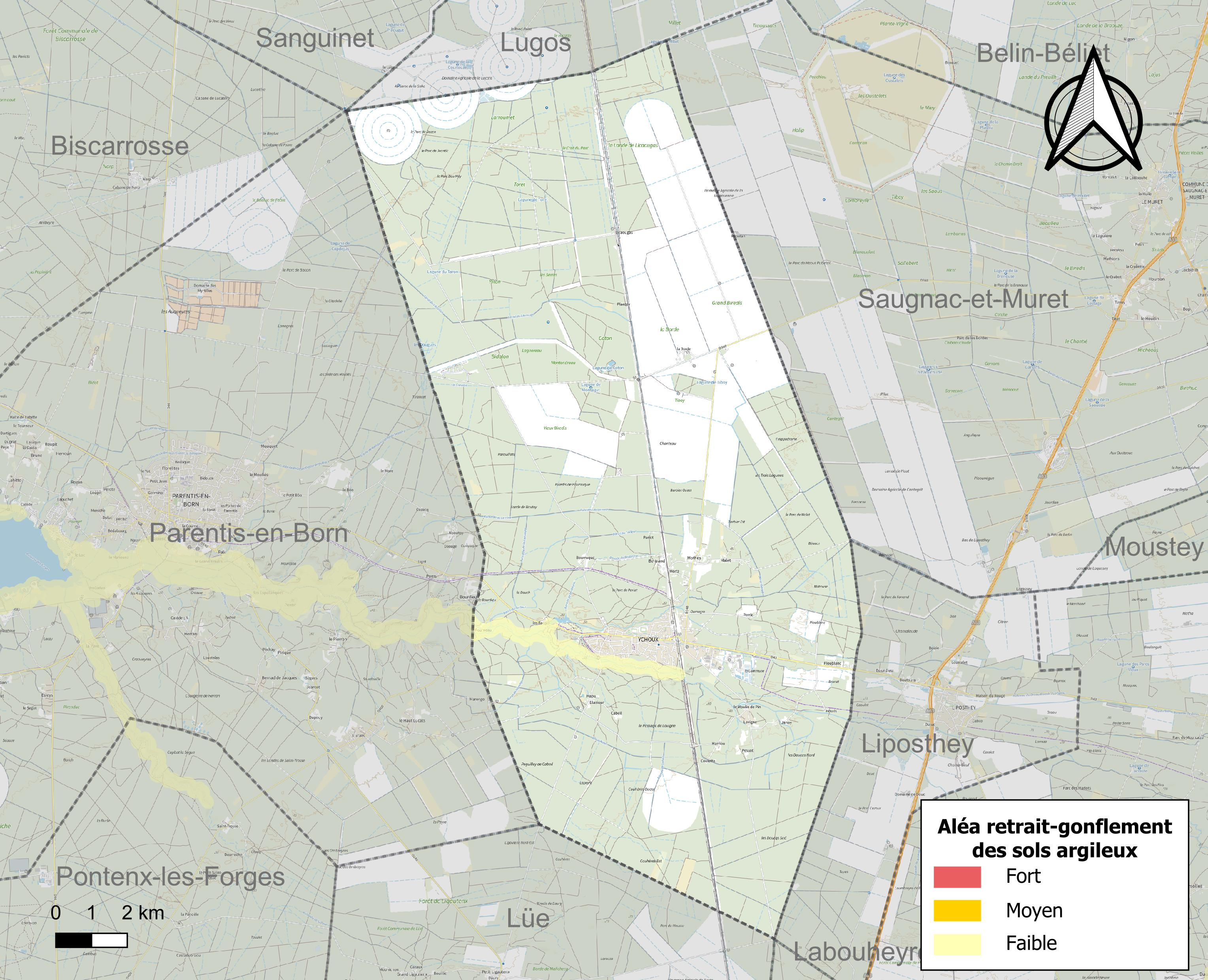
Carte des zones d'aléa retrait-gonflement des sols argileux d'Ychoux.

Le retrait-gonflement des sols argileux est susceptible d'engendrer des dommages importants aux bâtiments en cas d’alternance de périodes de sécheresse et de pluie. Aucune partie du territoire de la commune n'est en aléa moyen ou fort (19,2 % au niveau départemental et 48,5 % au niveau national). Sur les 1 081 bâtiments dénombrés dans la commune en 2019,  aucun n'est en aléa moyen ou fort, à comparer aux 17 % au niveau départemental et 54 % au niveau national. Une cartographie de l'exposition du territoire national au retrait gonflement des sols argileux est disponible sur le site du BRGM,.
La commune a été reconnue en état de catastrophe naturelle au titre des dommages causés par les inondations et coulées de boue survenues en 1988, 1999 et 2009 et par des mouvements de terrain en 1999.

#### Risques technologiques
Le risque de transport de matières dangereuses dans la commune est lié à sa traversée par une ou des infrastructures routières ou ferroviaires importantes ou la présence d'une canalisation de transport d'hydrocarbures. Un accident se produisant sur de telles infrastructures est susceptible d’avoir des effets graves sur les biens, les personnes ou l'environnement, selon la nature du matériau transporté. Des dispositions d’urbanisme peuvent être préconisées en conséquence.

#### Risque particulier
Dans plusieurs parties du territoire national, le radon, accumulé dans certains logements ou autres locaux, peut constituer une source significative d’exposition de la population aux rayonnements ionisants. Selon la classification de 2018, la commune d'Ychoux est classée en zone 2, à savoir zone à potentiel radon faible mais sur lesquelles des facteurs géologiques particuliers peuvent faciliter le transfert du radon vers les bâtiments.

## Toponymie
Son nom en gascon est  Shós ou Ishós en graphie normalisée avec une prononciation en API en [ʃus] (chouss).
Les relevés successifs mentionnent :
- Ussous (Sancta maria de), dans le cartulaire de la cathédrale de Dax (XIe - XIIe siècle)
- Ichous, carte d'Amsterdam, 1714

L'étymologie n'est pas attestée. Elle pourrait provenir de l'adjectif gascon ishós : boueux. Un lieudit Shos est mentionné au nord-est d'Arjuzanx avec sans doute la même valeur, selon Bénédicte Boyrie Fénié.

## Histoire
Les forges d'Ychoux sont fondées en 1800 par Dominique Larreillet, natif de la commune dont il devient le premier maire dès 1792, et restent en activité jusqu'en 1898.
La gare ferroviaire d'Ychoux, située sur la ligne de Bordeaux-Saint-Jean à Irun, est mise en service en 1854 par la Compagnie des chemins de fer du Midi et du Canal latéral à la Garonne.
Dans la deuxième moitié du XIXe siècle, le massif forestier s'étend dans le cadre de la loi du 19 juin 1857 relative à l'assainissement et mise en culture des Landes de Gascogne.
Le premier bureau de poste ouvre en 1858. L'hôtel des Postes, à proximité, ouvre en 1902.

## Politique et administration

### Liste des maires
| Période                                  | Période  | Identité           | Étiquette | Qualité                               |
| ---------------------------------------- | -------- | ------------------ | --------- | ------------------------------------- |
| 1931                                     | 1940     | Victor Lourties    | Rad.      | Industriel et sénateur de 1933 à 1941 |
| mars 1971                                | 1989     | Louis Lourties     |           | Directeur d'usine                     |
| 1989                                     | 2020     | Marc Ducom         | SE        | Retraité technicien forestier         |
| 2020                                     | En cours | Vincent Castagnède |           |                                       |
| Les données manquantes sont à compléter. |          |                    |           |                                       |

## Démographie
| 1793 | 1800 | 1806 | 1821 | 1831 | 1836 | 1841 | 1846 | 1851 |
| ---- | ---- | ---- | ---- | ---- | ---- | ---- | ---- | ---- |
| 533  | 457  | 542  | 695  | 778  | 794  | 841  | 861  | 891  |

| 1856  | 1861  | 1866  | 1872  | 1876  | 1881  | 1886  | 1891  | 1896  |
| ----- | ----- | ----- | ----- | ----- | ----- | ----- | ----- | ----- |
| 1 067 | 1 044 | 1 083 | 1 178 | 1 283 | 1 089 | 1 037 | 1 193 | 1 149 |

| 1901  | 1906  | 1911  | 1921  | 1926  | 1931  | 1936  | 1946  | 1954  |
| ----- | ----- | ----- | ----- | ----- | ----- | ----- | ----- | ----- |
| 1 186 | 1 168 | 1 086 | 1 146 | 1 183 | 1 237 | 1 123 | 1 081 | 1 052 |

| 1962  | 1968  | 1975  | 1982  | 1990  | 1999  | 2005  | 2006  | 2010  |
| ----- | ----- | ----- | ----- | ----- | ----- | ----- | ----- | ----- |
| 1 005 | 1 072 | 1 349 | 1 514 | 1 586 | 1 485 | 1 655 | 1 678 | 2 041 |

| 2015  | 2020  | 2022  | - | - | - | - | - | - |
| ----- | ----- | ----- | - | - | - | - | - | - |
| 2 229 | 2 323 | 2 342 | - | - | - | - | - | - |

## Lieux et monuments
- Église Notre-Dame d'Ychoux
- Chapelle des Trois Fontaines d'Ychoux
- Gare d'Ychoux : étape sur la voie ferroviaire entre la gare de Bordeaux-Saint-Jean et la gare d'Irun

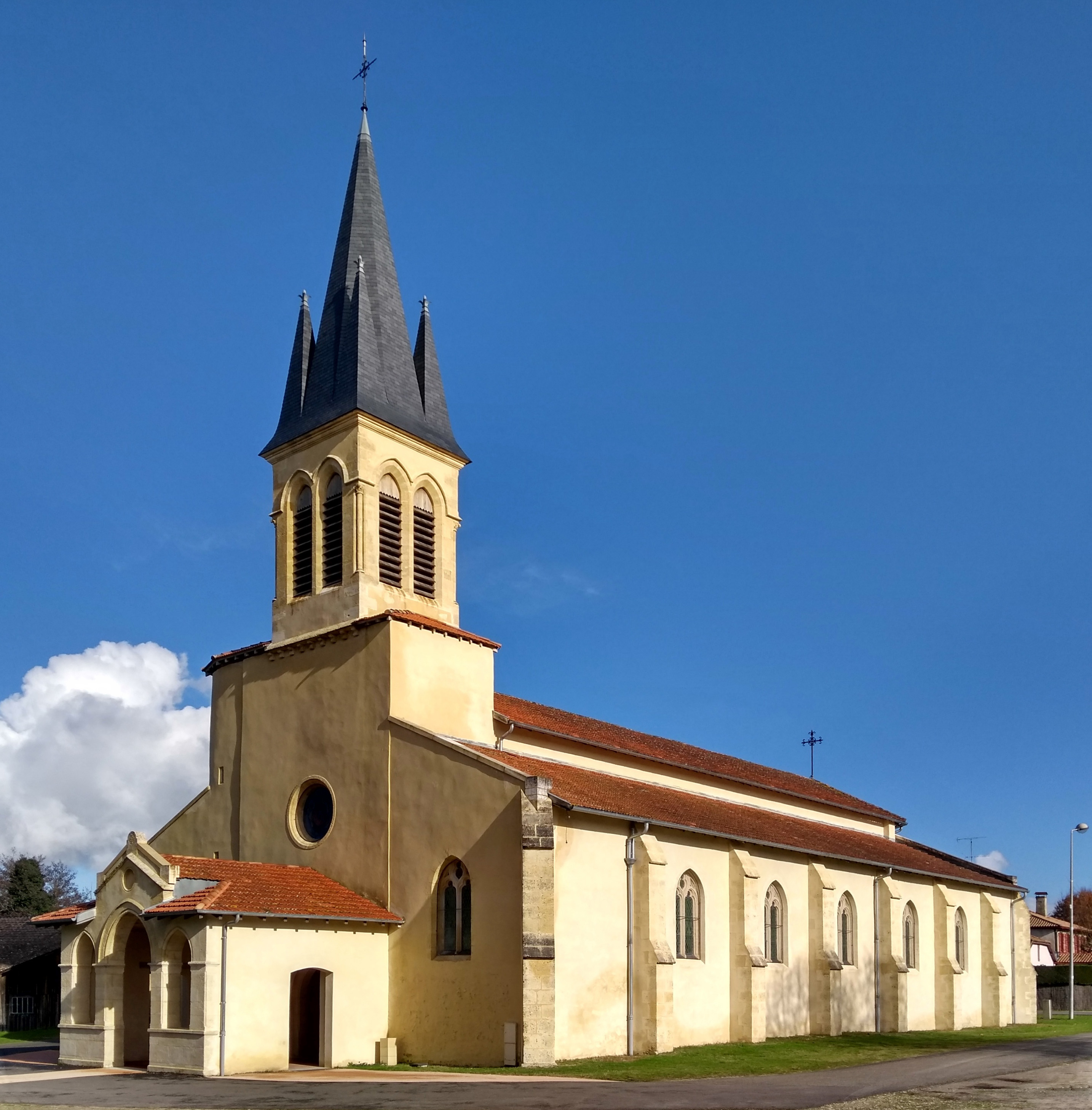
Église Notre-Dame d'Ychoux.
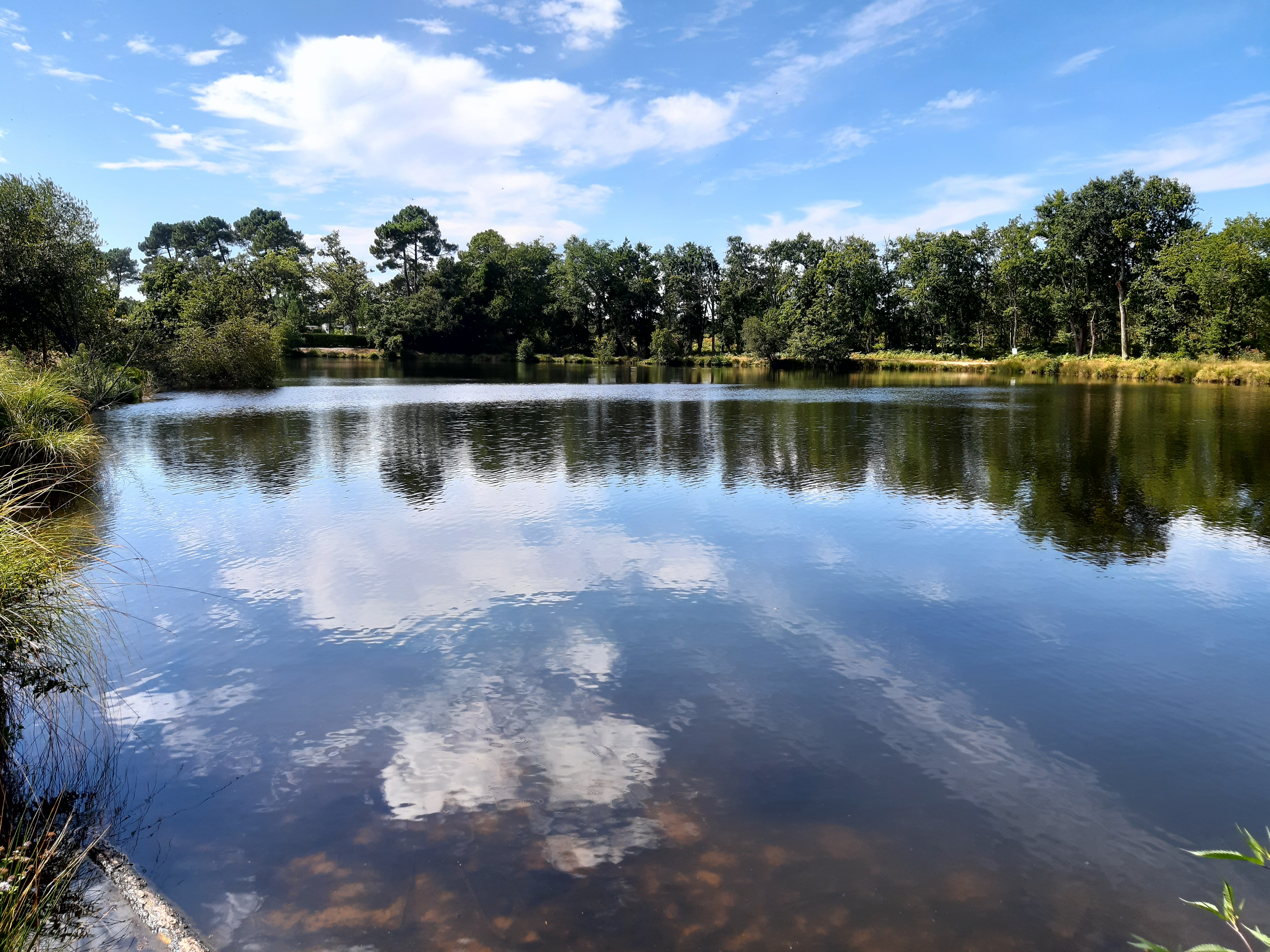
Étang des forges d'Ychoux.
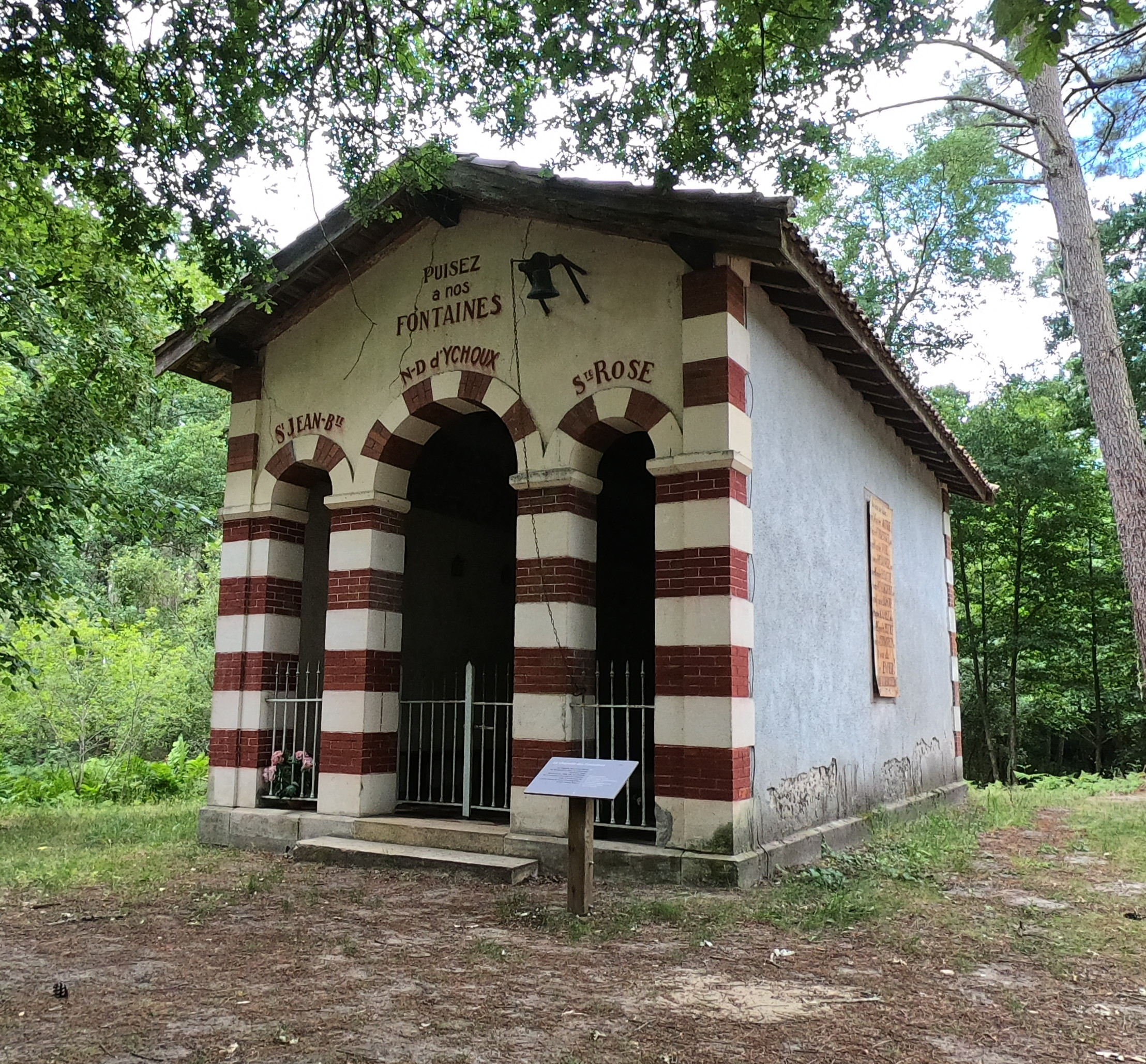
Chapelle des Trois Fontaines, construite sous le patronage de l'abbé Lage terminée en 1898. Elle est à proximité de trois « sources miraculeuses ».
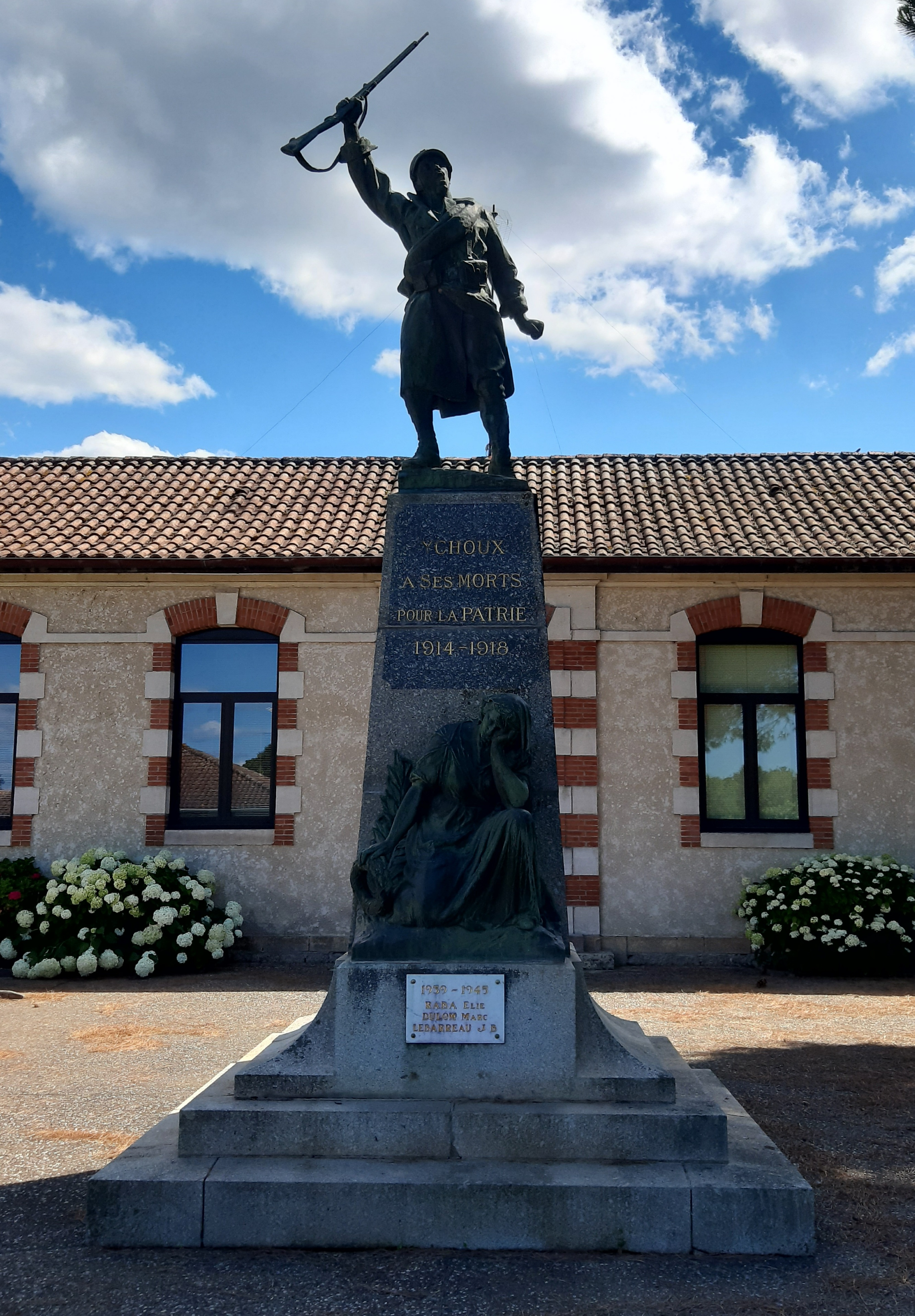
Monument aux morts.

## Économie
La ville d'Ychoux possède une vaste zone d'activité (58 hectares) vouée notamment à l'agroalimentaire : Pinguin Aquitaine (transformation de légumes), Légum Land (grossiste en fruits et légumes), ainsi que Land Services et Agralia. Depuis 2007, un entrepôt frigorifique du logisticien Olano est utilisé par les industriels locaux (Pinguin et Bonduelle notamment). Ces entreprises emploient 300 personnes.

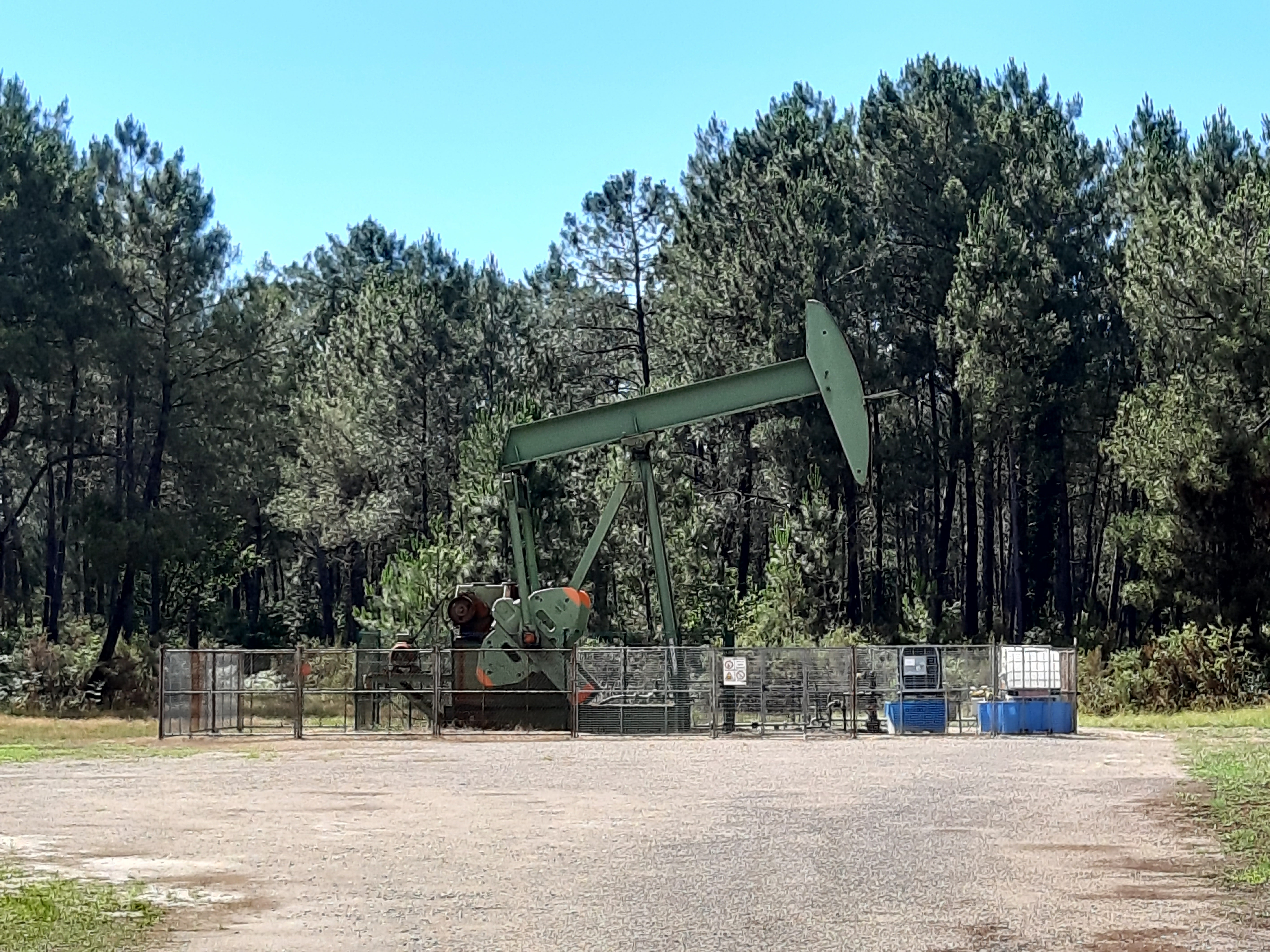
Forage pétrolier en activité au quartier Cabeil.

## Personnalités liées à la commune
- Victor Lourties (1886-1954), ancien maire de la commune ;
- Dominique Larreillet (1771-1857), maître de forges, propriétaire foncier, fondateur et exploitant des forges d'Ychoux ;
- Simon Dumartin (1865-1931), industriel, propriétaire de scierie, maire de la commune.